# Rose McDowall

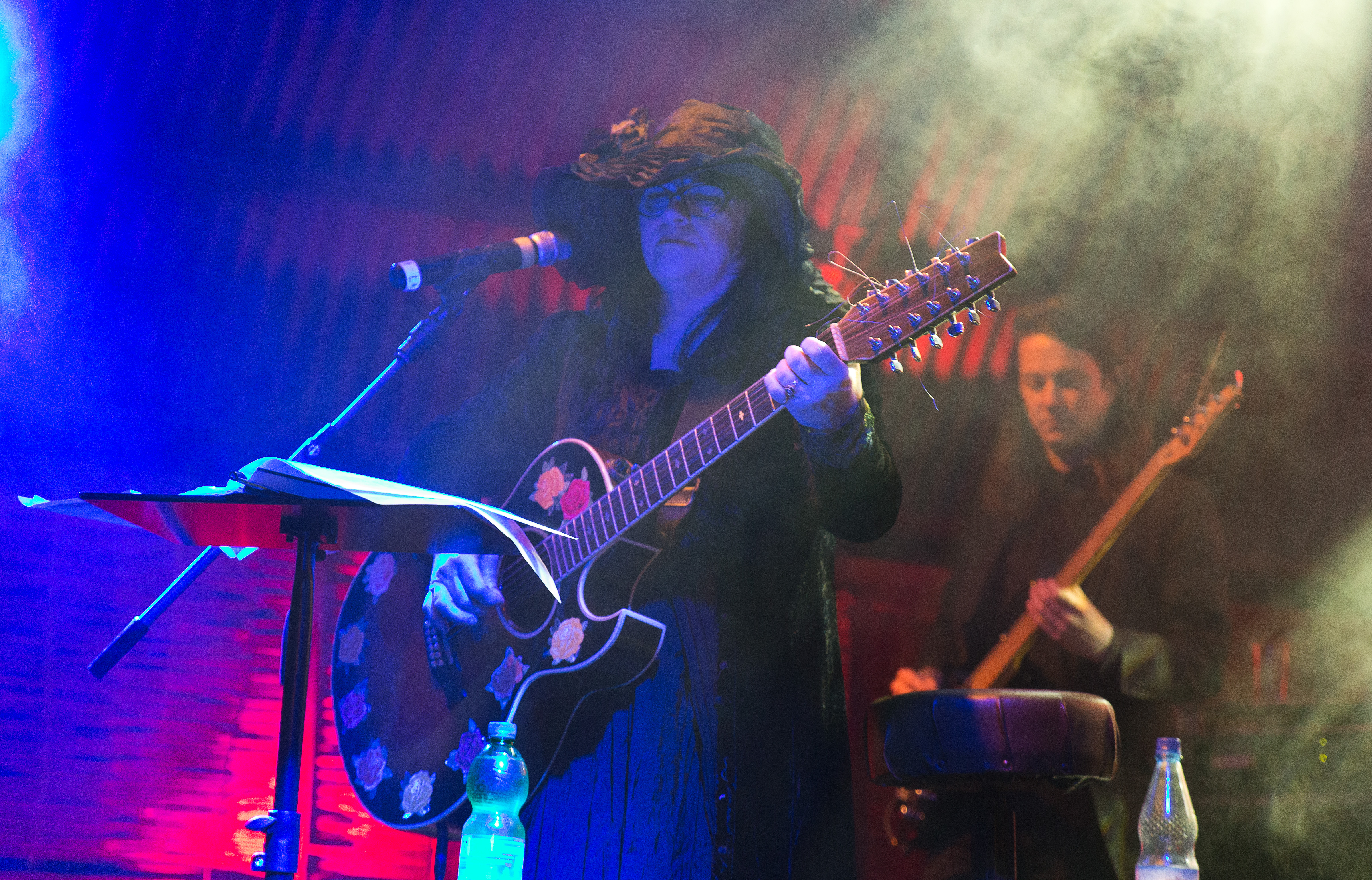
Rose McDowall auf dem Nocturnal Culture Night Festival, 2015.

Rose McDowall (* 21. Oktober 1959 in Glasgow als Rose Porter) ist eine schottische Musikerin, die seit 1978 in verschiedenen Gruppen und solo spielt und singt.

## Leben
Rose McDowall wuchs in Glasgow unter ärmlichen Verhältnissen in einer katholischen Großfamilie auf und begeisterte sich in den 1970er Jahren für Punk. 1978 beschloss sie auf einem Konzert der Ramones gemeinsam mit ihrem Freund und späteren Ehemann Drew McDowall, die Punk-Band The Poems zu gründen, in der sie Schlagzeug spielte. Die Band nahm ein Album auf, das aber nie veröffentlicht wurde. 1981 gründete sie gemeinsam mit Jill Bryson und zwei weiteren Musikerinnen die Synthie-Pop-Band Strawberry Switchblade, die bald nach der Gründung von Bill Drummond und David Balfe (Keyboarder bei The Teardrop Explodes) gemanagt wurden. Nach einer Peel-Session am 4. Oktober 1982 wuchs der Erfolg und die Band siedelte nach London um. Dort unterzeichneten sie einen Vertrag bei dem Major-Label WEA Records. Durch die Konzentration auf dieses Projekt und aus persönlichen Gründen (mittlerweile war ihre Tochter Keri geboren), blieb keine Zeit mehr für The Poems, und diese lösten sich auf. 1986 lösten sich auch Strawberry Switchblade auf, da der Erfolg hinter den Erwartungen zurückblieb und Spannungen zwischen McDowall und Bryson auftraten.
In den 1980er und 1990er Jahren war sie ein sehr aktives Mitglied in der Londoner Musikszene. Sie taucht auf zahlreichen Alben und bei Konzerten mehrerer Bands, insbesondere aus dem Bereich der Industrial und Neofolk Szene auf, mit denen sie durch ihren Mann in Kontakt kam, der in dieser Szene künstlerisch tätig war und etwa mehrere Auftritte bei Coil hatte. Bemerkenswert ist dabei, dass diese Gastauftritte oft in krassem Gegensatz zu der Popmusik von Strawberry Switchblade stehen. Insbesondere die atonale, abstrakte Noise Musik von Gruppen wie Current 93 und Nurse with Wound ist sehr weit von deren chartorientierten Musik abgegrenzt. Bei Aufnahmen in Island mit Current 93 und Hilmar Örn Hilmarsson kam es auch zu einer Zusammenarbeit mit Björk und ihrer früheren Band KUKL.
1993 gründete sie mit ihrem zweiten Ehemann Robert Lee die Band Sorrow, die sich 2005 auflöste. Mittlerweile hat sie London verlassen und lebt mit ihren Kindern in England auf dem Land. Sie bekennt sich zum Glauben an Feen und den Paganismus.

## Musik
Rose McDowall war bei vier Gruppen als Gründungsmitglied dabei: Der Punk-Band The Poems (1978–1982), dem Synthie-Pop-Duo Strawberry Switchblade (1981–1986), der an der Musik der 1960er und 1970er Jahren orientierten, zusammen mit Boyd Rice gegründeten Gruppe Spell (1993) und der Neofolk-Band Sorrow (1993–2005). Seit 2004 veröffentlicht sie auch unter ihrem eigenen Namen.
Sie war (zum Teil zeitweise) festes Mitglied bei Current 93, Death in June, Rosa Mundi und Felt.
Sie trat als Sängerin, Gitarristin, Schlagzeugerin, Keyboarderin oder Melodicaspielerin unter anderem bei folgenden Gruppen und Künstlern auf: Psychic TV, Coil, Primal Scream, Sol Invictus, Backworld, Alex Fergusson, Megas, Into a Circle, Nature and Organisation, Nurse With Wound und Ornamental.

## Diskografie

### Strawberry Switchblade
- Trees and Flowers (1983, EP)
- Since Yesterday (1984, EP)
- Let Her Go (1985, EP)
- Who Knows What Love Is? (1985, EP)
- Strawberry Switchblade (1985, LP)
- Jolene (1985, EP)
- I Can Feel (1986, EP)
- Since Yesterday (1999, CD)
- The Platinum Collection (2005, CD)

### Rose McDowall
- Don’t Fear the Reaper (1988, EP)
- Cut with the Cake Knife (2004)
- Alone (2005, EP)

### Spell
- Big Red Balloon (1993)
- Seasons in the Sun (1993)

### Sorrow
- Under the Yew Possessed (1993)
- Sleep Now Forever (1999)
- The Final Solstice (1999)
- Let There Be Thorns (2001)

### Rosa Mundi
Die Elektropop-Gruppe existierte von 1998 bis 1999 und veröffentlichte ausschließlich einzelne Lieder, z. T. auf Samplern, z. T. aber auch in Form von Gastauftritten auf Alben anderer Gruppen und Künstler. Eine Auswahl:
- The Snowman (1999, auf der Compilation Greif, sowie auf The Final Solstice von Sorrow)
- Christmas Is Now Drawing Near (1999, auf Winter Solstice: North von Coil)